# Даремская школа
Даремская школа (англ. Durham School) — независимая частная школа в Дареме уровня паблик скул, старейшее учебное заведение города.
Школа была основана в 1414 году английским прелатом Томасом Лэнгли, в то время — епископ Дарема. В 1541 году во время Тюдоровской секуляризации школа стала светской.
С момента основания и до 1985 года Даремская школа была учебным заведением только для мальчиков. Потом девочки могли поступать в неё с шестого класса. С 1998 года в школе проводится полностью совместное обучение детей от 3 до 18 лет. Даремская школа предлагает как дневную форму обучения, так и пансион.
На территории школы имеются спортивные площадки, библиотека, также построена мемориальная часовня.
В 2021 году к Даремской школе была присоединена Школа хористов. И хотя обе школы сохранили свои собственные названия, Школа хористов является подготовительным учреждением, где обучается около 250 учеников. В собственно Даремской школе получают образование более 500 детей, около 400 в старшей школе и более ста в низшей.

## Галерея

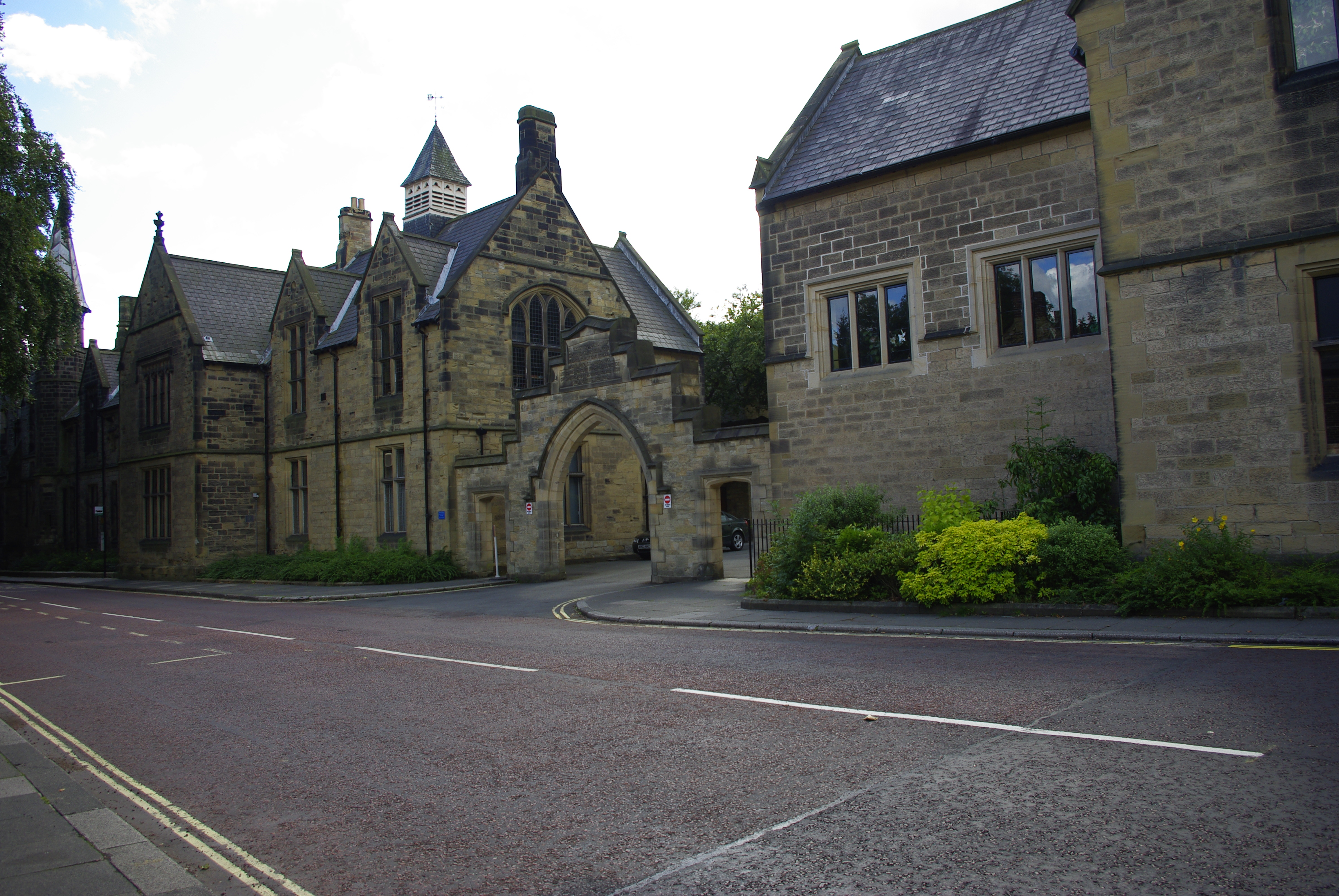
Въезд в Даремскую школу
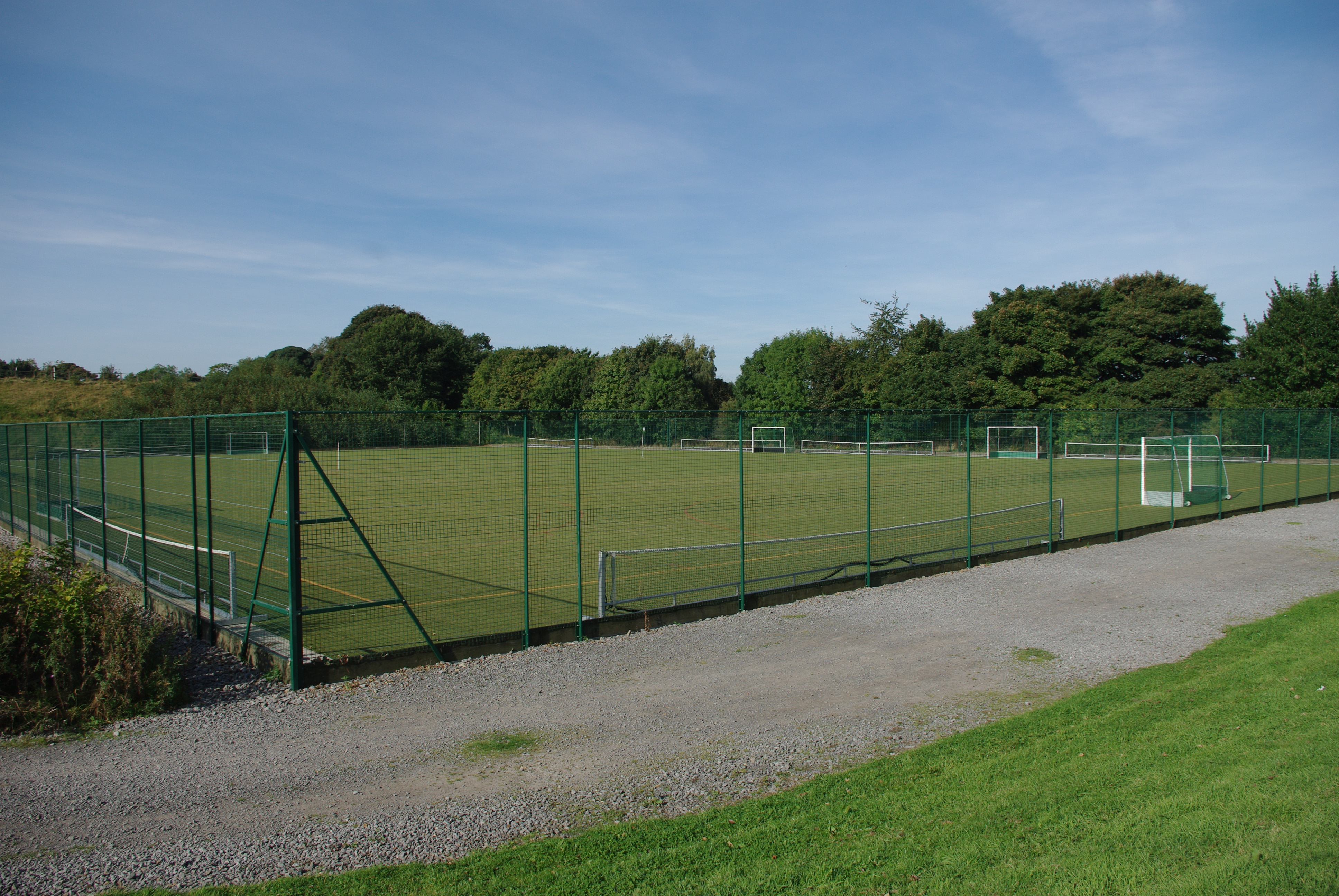
Одна из спортивных площадок школы
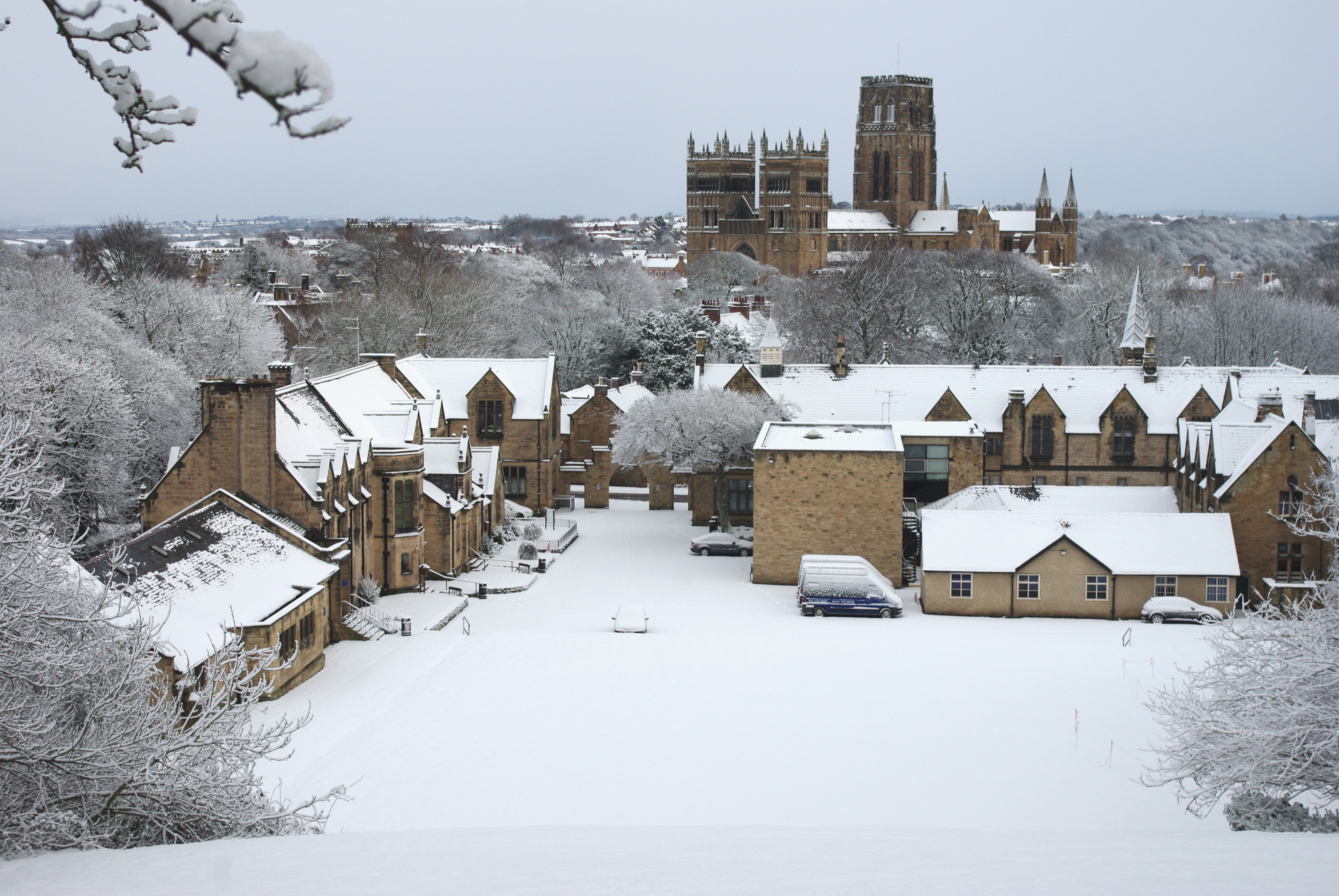
Двор школы зимой. На заднем плане - Даремский собор
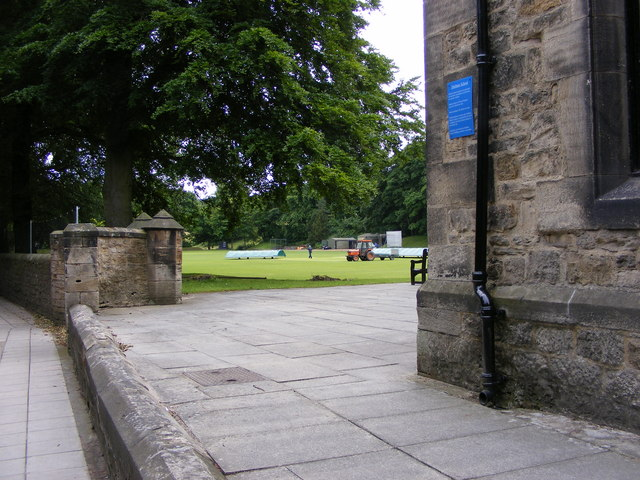
На территории школы